# 800 metri piani
Gli 800 metri piani sono una specialità sia maschile che femminile dell'atletica leggera, in cui gli atleti devono percorrere due giri di pista. Sono considerati una gara di mezzofondo veloce e fanno parte del programma olimpico sin dalla prima edizione dei Giochi del 1896 (dal 1928 per quanto riguarda le donne).

## Caratteristiche
La partenza avviene in corsia (con quelle centrali assegnate agli atleti con i migliori tempi d'iscrizione), ma, a differenza delle gare più brevi, non si utilizzano i blocchi di partenza. Nelle competizioni moderne, i primi cento metri di questa prova sono corsi non uscendo dalle rispettive corsie; in questa prima fase, se un atleta oltrepassa le proprie linee di confine, è passibile di squalifica.
Al limite dei 120 metri iniziali, degli appositi segnalatori indicano la possibilità di uscire dalle rispettive corsie. Fino all'arrivo, tutti gli atleti tenderanno a portarsi vicino al bordo interno della pista, in gergo "mettersi alla corda" per poter effettuare la minore distanza possibile.
Non trattandosi di una gara di velocità, questa prova richiede una buona preparazione aerobica e buone capacità di sprint negli ultimi 100-200 metri, nei quali solitamente si decide la gara. In meeting di una certa rilevanza è utilizzata una lepre, un atleta che mantiene alto il ritmo della gara, conducendola in testa per i primi 400-500 metri circa.

## Record

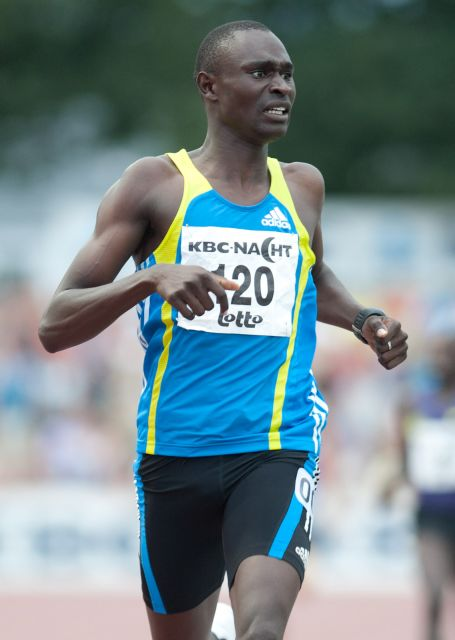
David Rudisha, attuale primatista mondiale degli 800 m piani

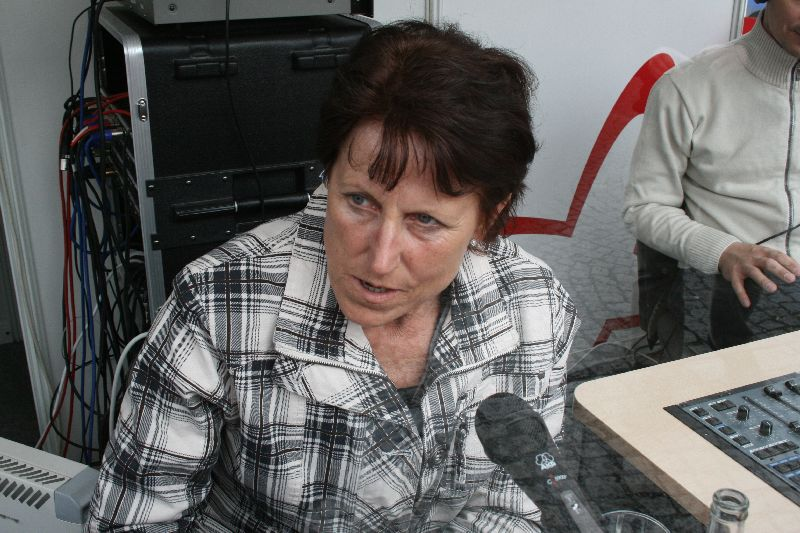
Jarmila Kratochvílová, detentrice del primato mondiale femminile dal 1983

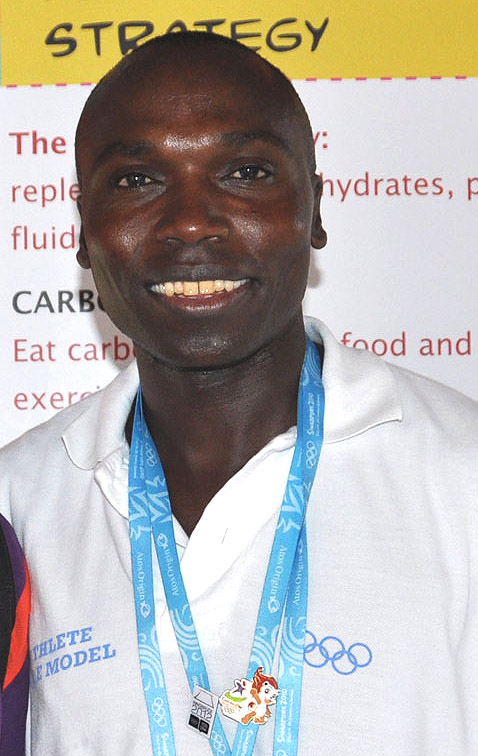
Wilson Kipketer, primatista mondiale indoor di specialità

Il record mondiale maschile sulla distanza è detenuto dal keniota David Rudisha, con 1'40"91 stabilito il 9 agosto 2012 a Londra. Il primato femminile della distanza appartiene invece alla cecoslovacca Jarmila Kratochvílová con 1'53"28, tempo ottenuto a Monaco di Baviera il 26 luglio 1983.
Il record indoor degli 800 m maschili appartiene al danese Wilson Kipketer, con 1'42"67 corso il 9 marzo 1997 a Parigi, mentre il record femminile è stato stabilito dalla slovena Jolanda Čeplak con il tempo di 1'55"82, corso a Vienna il 3 marzo 2002.

### Maschili
Statistiche aggiornate al 10 agosto 2024.
|                             | Tempo   | Atleta           | Luogo   | Data           |
| --------------------------- | ------- | ---------------- | ------- | -------------- |
| Record mondiale             | 1'40"91 | David Rudisha    | Londra  | 9 agosto 2012  |
| Record olimpico             | 1'40"91 | David Rudisha    | Londra  | 9 agosto 2012  |
| Record africano             | 1'40"91 | David Rudisha    | Londra  | 9 agosto 2012  |
| Record asiatico             | 1'42"79 | Yusuf Saad Kamel | Monaco  | 29 luglio 2008 |
| Record europeo              | 1'41"11 | Wilson Kipketer  | Colonia | 24 agosto 1997 |
| Record nord-centroamericano | 1'41"20 | Marco Arop       | Parigi  | 10 agosto 2024 |
| Record oceaniano            | 1'43"99 | Joseph Deng      | Decines | 8 luglio 2023  |
| Record sudamericano         | 1'41"77 | Joaquim Cruz     | Colonia | 26 agosto 1984 |

### Femminili
Statistiche aggiornate al 10 agosto 2024.
|                             | Tempo   | Atleta                | Luogo             | Data             |
| --------------------------- | ------- | --------------------- | ----------------- | ---------------- |
| Record mondiale             | 1'53"28 | Jarmila Kratochvílová | Monaco di Baviera | 26 luglio 1983   |
| Record olimpico             | 1'53"43 | Nadija Olizarenko     | Mosca             | 27 luglio 1980   |
| Record africano             | 1'54"01 | Pamela Jelimo         | Zurigo            | 29 agosto 2008   |
| Record asiatico             | 1'55"54 | Liu Dong              | Pechino           | 9 settembre 1993 |
| Record europeo              | 1'53"28 | Jarmila Kratochvílová | Monaco di Baviera | 26 luglio 1983   |
| Record nord-centroamericano | 1'54"44 | Ana Fidelia Quirot    | Barcellona        | 9 settembre 1989 |
| Record oceaniano            | 1'57"78 | Catriona Bisset       | Londra            | 23 luglio 2023   |
| Record sudamericano         | 1'56"68 | Letitia Vriesde       | Göteborg          | 13 agosto 1995   |

### Maschili indoor
Statistiche aggiornate al 8 febbraio 2025.
|                             | Tempo   | Atleta            | Luogo        | Data             |
| --------------------------- | ------- | ----------------- | ------------ | ---------------- |
| Record mondiale             | 1'42"67 | Wilson Kipketer   | Parigi       | 9 marzo 1997     |
| Record africano             | 1'43"98 | Michael Saruni    | New York     | 9 febbraio 2019  |
| Record asiatico             | 1'45"26 | Yusuf Saad Kamel  | Valencia     | 9 marzo 2008     |
| Record europeo              | 1'42"67 | Wilson Kipketer   | Parigi       | 9 marzo 1997     |
| Record nord-centroamericano | 1'43"90 | Josh Hoey         | New York     | 8 febbraio 2025  |
| Record oceaniano            | 1'45"59 | Charlie Hunter    | Fayetteville | 13 febbraio 2021 |
| Record sudamericano         | 1'45"43 | José Luíz Barbosa | Il Pireo     | 8 marzo 1989     |

### Femminili indoor
Statistiche aggiornate al 10 agosto 2024.
|                             | Tempo   | Atleta          | Luogo      | Data             |
| --------------------------- | ------- | --------------- | ---------- | ---------------- |
| Record mondiale             | 1'55"82 | Jolanda Čeplak  | Vienna     | 3 marzo 2002     |
| Record africano             | 1'57"06 | Maria Mutola    | Liévin     | 21 febbraio 1999 |
| Record asiatico             | 2'00"78 | Miho Sato       | Yokohama   | 22 febbraio 2003 |
| Record europeo              | 1'55"82 | Jolanda Čeplak  | Vienna     | 3 marzo 2002     |
| Record nord-centroamericano | 1'58"29 | Ajeé Wilson     | New York   | 8 febbraio 2020  |
| Record oceaniano            | 1'59"46 | Catriona Bisset | Birmingham | 19 febbraio 2022 |
| Record sudamericano         | 1'59"21 | Letitia Vriesde | Birmingham | 23 febbraio 1997 |

Legenda:
: record mondiale
: record olimpico
: record africano
: record asiatico
: record europeo
: record nord-centroamericano e caraibico
: record oceaniano
: record sudamericano

## Migliori atleti

### Maschili outdoor
Statistiche aggiornate al 27 settembre 2024.
|     | Tempo   | Atleta            | Luogo   | Data           |
| --- | ------- | ----------------- | ------- | -------------- |
| 1.  | 1'40"91 | David Rudisha     | Londra  | 9 agosto 2012  |
| 2.  | 1'41"11 | Wilson Kipketer   | Colonia | 24 agosto 1997 |
| 2.  | 1'41"11 | Emmanuel Wanyonyi | Losanna | 22 agosto 2024 |
| 4.  | 1'41"20 | Marco Arop        | Parigi  | 10 agosto 2024 |
| 5.  | 1'41"46 | Djamel Sedjati    | Monaco  | 12 luglio 2024 |
| 6.  | 1'41"61 | Gabriel Tual      | Parigi  | 7 luglio 2024  |
| 7.  | 1'41"67 | Bryce Hoppel      | Parigi  | 10 agosto 2024 |
| 8.  | 1'41"73 | Sebastian Coe     | Firenze | 10 giugno 1981 |
| 8.  | 1'41"73 | Nijel Amos        | Londra  | 9 agosto 2012  |
| 10. | 1'41"77 | Joaquim Cruz      | Colonia | 26 agosto 1984 |

### Femminili outdoor
Statistiche aggiornate al 27 settembre 2024.
|     | Tempo   | Atleta                | Luogo             | Data              |
| --- | ------- | --------------------- | ----------------- | ----------------- |
| 1.  | 1'53"28 | Jarmila Kratochvílová | Monaco di Baviera | 26 luglio 1983    |
| 2.  | 1'53"43 | Nadija Olizarenko     | Mosca             | 27 luglio 1980    |
| 3.  | 1'54"01 | Pamela Jelimo         | Zurigo            | 29 agosto 2008    |
| 4.  | 1'54"25 | Caster Semenya        | Parigi            | 30 giugno 2018    |
| 5.  | 1'54"44 | Ana Fidelia Quirot    | Barcellona        | 9 settembre 1989  |
| 6.  | 1'54"61 | Keely Hodgkinson      | Londra            | 20 luglio 2024    |
| 7.  | 1'54"81 | Ol'ga Mineeva         | Mosca             | 27 luglio 1980    |
| 8.  | 1'54"94 | Tat'jana Kazankina    | Montréal          | 26 luglio 1976    |
| 9.  | 1'54"97 | Athing Mu             | Eugene            | 17 settembre 2023 |
| 10. | 1'55"05 | Doina Melinte         | Bucarest          | 1º agosto 1982    |

### Maschili indoor
Statistiche aggiornate al 8 febbraio 2025.
|     | Tempo   | Atleta             | Luogo      | Data             |
| --- | ------- | ------------------ | ---------- | ---------------- |
| 1.  | 1'42"67 | Wilson Kipketer    | Parigi     | 9 marzo 1997     |
| 2.  | 1'43"63 | Elliot Giles       | Toruń      | 17 febbraio 2021 |
| 3.  | 1'43"90 | Josh Hoey          | New York   | 8 febbraio 2025  |
| 4.  | 1'43"98 | Michael Saruni     | New York   | 9 febbraio 2019  |
| 5.  | 1'44"15 | Jurij Borzakovskij | Karlsruhe  | 27 gennaio 2001  |
| 6.  | 1'44"19 | Bryce Hoppel       | New York   | 8 febbraio 2025  |
| 7.  | 1'44"21 | Emmanuel Korir     | New York   | 3 febbraio 2018  |
| 7.  | 1'44"21 | Donavan Brazier    | New York   | 13 febbraio 2021 |
| 9.  | 1'44"52 | Mohammed Aman      | Birmingham | 15 febbraio 2014 |
| 10. | 1'44"54 | Jamie Webb         | Toruń      | 17 febbraio 2021 |

### Femminili indoor
Statistiche aggiornate al 10 agosto 2024.
|     | Tempo   | Atleta            | Luogo        | Data             |
| --- | ------- | ----------------- | ------------ | ---------------- |
| 1.  | 1'55"82 | Jolanda Čeplak    | Vienna       | 3 marzo 2002     |
| 2.  | 1'55"85 | Stephanie Graf    | Vienna       | 3 marzo 2002     |
| 3.  | 1'56"40 | Christine Wachtel | Vienna       | 13 febbraio 1988 |
| 4.  | 1'56"90 | Ludmila Formanová | Maebashi     | 7 marzo 1999     |
| 5.  | 1'57"06 | Maria Mutola      | Liévin       | 21 febbraio 1999 |
| 6.  | 1'57"18 | Keely Hodgkinson  | Birmingham   | 25 febbraio 2023 |
| 7.  | 1'57"23 | Inna Yevseyeva    | Mosca        | 1º febbraio 1992 |
| 8.  | 1'57"47 | Natalya Tsyganova | Maebashi     | 7 marzo 1999     |
| 9.  | 1'57"51 | Ol'ga Kotljarova  | Mosca        | 18 febbraio 2006 |
| 10. | 1'57"52 | Gudaf Tsegay      | Val-de-Reuil | 14 febbraio 2021 |